# کارل فردریک آدلکرانتز
کارل فردریک آدلکرانتز (انگلیسی: Carl Fredrik Adelcrantz; ۳۰ ژانویهٔ ۱۷۱۶ – ۱ مارس ۱۷۹۶) معمار، سیاستمدار، و هنرمند اهل سوئد بود.